# Nursel Köse
Nursel Köse (Malatya, 29 maart 1961) is een Duits-Turkse actrice, auteur en cabaretière.

## Levensloop
Nursel Köse kwam in 1978 als student naar Duitsland. Ze is een gekwalificeerde architect. Al tijdens haar studie werkte ze in verschillende off-theatre producties als regisseur, actrice en cabaretier. Ze nam ook het projectmanagement van jeugd-, kinder- en vrouwentheaterprojecten in Duitsland op zich.

## Filmografie
- 1988: Yasemin (bioscoopfilm)
- 2001: Anam (bioscoopfilm)
- 2002: Juls Freundin (televisiefilm)
- 2002: Savannah (televisiefilm)
- 2003: SOKO Köln (televisieserie)
- 2003: Ein großes Mädchen wie Du (televisiefilm)
- 2004: Elif & Thomas (televisie)
- 2005: Sessiz Gece (televisieserie)
- 2005: Kebab Connection (bioscoopfilm)
- 2005: Eine andere Liga (bioscoopfilm)
- 2007: Türkisch für Anfänger (televisieserie)
- 2007: Kartallar Yüksek Uçar (televisieserie)
- 2007: Die Familienanwältin (televisieserie)
- 2007: Auf der anderen Seite (bioscoopfilm)
- 2006: Abschnitt 40 (televisieserie)
- 2007: Türkisch für Anfänger (televisieserie)
- 2007: Auf der anderen Seite (bioscoopfilm)
- 2007: Kartallar Yüksek Uçar (televisieserie)
- 2008: Großstadtrevier (televisieserie)
- 2008: Tatort: Auf der Sonnenseite (televisieserie)
- 2008: Kavak Yelleri (televisieserie)
- 2008: Kalpsiz Adam (televisieserie)
- 2009: Mordkommission Istanbul – Mord am Bosporus (televisieserie)
- 2009: 7 Avlu (bioscoopfilm)
- 2009- 2010:  Kış Masalı (televisieserie)
- 2010: Die Fremde (bioscoopfilm)
- 2011: Merhaba (korte film)
- 2011: Kardelen (film)
- 2011: Anduni – Fremde Heimat (bioscoopfilm)
- 2011: Al Yazmalim (televisieserie)
- 2011: 72. Koğuş (televisiefilm)
- 2011: München 7 (televisiefilm, 1 aflevering)
- 2012: Kötü Yol (televisieserie)
- 2012: Dedeler En lyisini Bilir (korte film)
- 2012: Gassal (korte film)
- 2013: Enkaz (korte film)
- 2013: Dostojewskis Traum (korte film)
- 2013: Kafkas (film)
- 2013: 300 Worte Deutsch (bioscoopfilm)
- 2014: Kuzu - The Lamb (bioscoopfilm)
- 2014 - 2017: Paramparça (televisieserie)
- 2015: Ein Fisch namens Liebe (televisiefilm)
- 2015: Unterm Radar (televisiefilm/serie)
- 2015: İ̇çimde Akan Nehir (bioscoopfilm)
- 2015: Kreuzfahrt ins Glück (televisieserie)
- 2016: Propaganda 2 (film)
- 2016: Kaçma Birader (bioscoopfilm)
- 2017: Die Hölle – Inferno (bioscoopfilm)
- 2018: Eski Köye Yeni Adet (bioscoopfilm)
- 2018-2019: Avlu (televisieserie)
- 2019: Ölü Yatirim (bioscoopfilm))
- 2019-2020: Güvercin (televisieserie)

- 2021: Üç Kuruș (televisieserie)
- 2021: Dilberay (bioscoopfilm)
- 2021: Menajeremi Ara (televisieserie)
- 2021: Arıza (televisieserie)
- 2022: Dilberay Küçük Dev Kadin
- 2022: Hilal, Feza and Other Planets
- 2023: Prestij Meselesi
- 2023: Sag Salim 3 – Ölü ya da Diri
- 2023–2024: Aldatmak (televisieserie)
- 2024: Baskan

- Gemeinsame Normdatei: 122698991
- International Standard Name Identifier: 0000 0003 7194 7704
- Library of Congress Control Number: no2008159597
- Nationale Bibliotheek van Tsjechië: pna2010575096
- Nationale Bibliotheek van Israël: 987007403549805171
- Système universitaire de documentation: 124798241
- Virtual International Authority File: 59972244
- WorldCat: E39PBJdWTFkkrqRtF7rxt3FkDq